# Керрум, Абделькрим
Абделькрим Керрум (25 марта 1936, Саида, Саида — 9 января 2022) — франко-алжирский футболист, нападающий. В сезоне 1960/61 играл в высшем дивизионе Франции в составе «Труа». С 1963 по 1964 год сыграл три матча за сборную Алжира.

## Биография
Абделькрим Керрум родился 25 марта 1936 года в Саиде. Он начал заниматься футболом в юном возрасте, сперва выступал на позиции полузащитника. Техника игрока компенсировала его очень хрупкое телосложение.
Его первым клубом стала «Саида», где он познакомился, в частности, с Саидом Амарой.
В 1959 году он покинул свой город, чтобы играть на профессиональном уровне в «Сете» (Франция), затем он перешёл в «Труа», где дебютировал в высшей лиге чемпионата Франции. Один из его товарищей по «Сету» описал Керрума так: «В городе, когда мы выходили [гулять], он — ангел, но на поле он — настоящий демон». В 1963 году вернулся в Алжир.
В 1961 году он был включён в состав команды Фронта национального освобождения во главе с Мохамедом Бумезрагом, эта команда фактически являлась предшественником сборной независимого Алжира.
Абделькрим Керрум умер 9 января 2022 года в возрасте 85 лет.